# Давид II ап Лливелин
Давид ап Лливелин (валл. Dafydd ap Llywelyn; ок. 1215 — 25 февраля 1246) — сын и наследник Лливелина Великого и его жены Джоанны, которая была дочерью Иоанна (Джона) Безземельного.

## Ранние годы

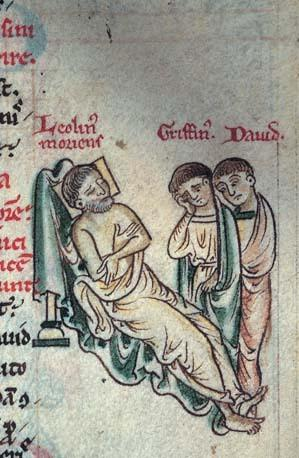
Давид II ап Лливелин и его брат Грифид у постели отца Лливелина ап Иорверта

Давид родился в замке Хен Блас, что недалеко от города Бэгиллт, в графстве Флинтшир. Давид был старшим из всех законорожденных детей Лливелина, что не мешало, однако, согласно валлийским законам, наследовать незаконорожденным детям. Таким был Грифид ап Лливелин, старший брат Давида. Лливелин Великий отстранил от наследования старшего, внебрачного, сына Грифида (первый случай нарушения данной нормы закона) и объявил своим наследником младшего, законного, сына Давида. В последние годы жизни он делал все возможное, чтобы упрочить позиции Давида. В 1222 года папа Гонорий III одобрил избрание Давида наследником, а в 1226 года признал его мать Джоанну законной дочерью Иоанна Безземельного. В 1229 года Давид был признан в качестве наследника Генрихом III, а в 1238 года на съезде, состоявшемся в аббатстве Страта Флорида, валлийские князья поклялись ему в верности. В 1237 года после того как Лливелина хватил паралич, власть фактически перешла в руки Давида. Он сразу избавился от Грифида, лишив брата всех владений, и вместе с сыном Оуайном заточил его в тюрьму замка Криккиет.

## Принц Гвинеда и Уэльса
После смерти отца в 1240 года Давид занял трон Гвинеда и взял себе титул князя Уэльса (более привычное для нас название этого титула — принц Уэльский). Генрих III хоть и признал Давида наследником Гвинеда, но не позволил ему сохранить отцовские владения за пределами княжества. В августе 1241 года английский король вторгся в Гвинед, после чего Давид был вынужден подчиниться ему. Более того, ему пришлось выдать Генриху Грифида, который мог стать грозным оружием в борьбе против Гвинеда, но, к счастью для Давида, Грифид погиб, пытаясь бежать из Тауэра в 1244 года. Гибель брата развязала Давиду руки и он возглавил восстание валлийских князей против англичан. Давид вел переговоры с папой Иннокентием IV, который признал за ним право на правление в Гвинеде. В 1245 года Генрих опять вторгся в Уэльс и заново отстроил замок в Дегануи. Началась ожесточенная война, в самый разгар которой Давид неожиданно скончался в замке Гарт Келин. Он был похоронен рядом с отцом в монастыре Аббатство Аберконуи. Его наследниками стали его племянники Оуайн и Лливелин.